# 维多利亚堤岸

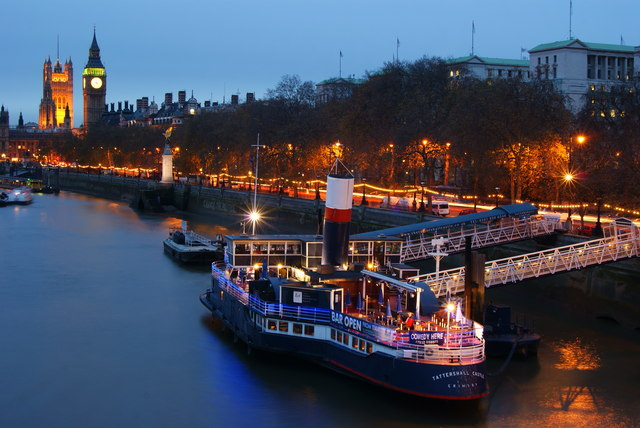
维多利亚堤岸

维多利亚堤岸（Victoria Embankment）是英国伦敦的一条重要河滨公路，位于泰晤士河北岸，西起西敏市的威斯敏斯特宫，东到伦敦市的黑衣修士桥。沿路有伦敦不列颠之战纪念碑，永久停泊的退役船只和公共花园。倫敦地鐵的堤岸站即以該路命名。

## 历史
维多利亚堤岸开辟于1865-1870年。1878年12月，维多利亚堤岸成为英国第一条永久使用电力照明的街道。。